# Kepler-22b

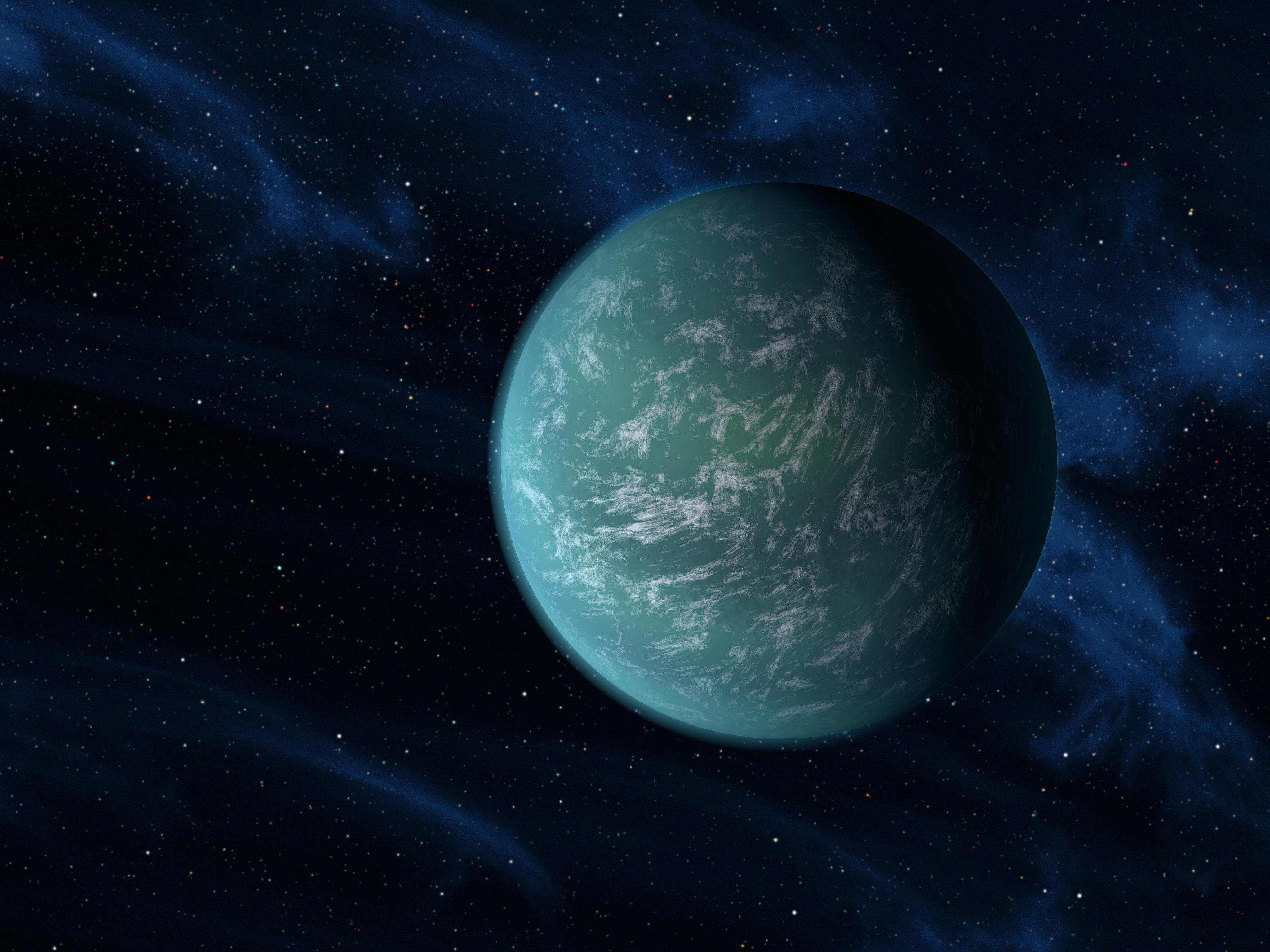
Egy művész elképzelése a bolygóról.

A Kepler-22b (más néven KOI-087.01) egy exobolygó, amely a lakható övezeten belül kering egy, a Naphoz hasonló, Kepler-22 nevű csillag körül. 587 fényévre található a Földtől, a Hattyú csillagképben. A NASA fedezte fel a Kepler űrtávcsővel 2011 decemberében. Ez volt az első olyan exobolygó, amely a lakható övezetben található, és csillaga a Naphoz hasonló. A Kepler-22 csillag túl halvány ahhoz, hogy szabad szemmel látni lehessen.

## Fizikai jellemzők

### Tömeg, sugár és hőmérséklet
A Kepler-22b sugara nagyjából 2,4-szerese a Föld sugarának. A Kepler-22b mérete nagyjából kétszerese a Föld méretének. A tömege és a felszíni összetétele ismeretlen. A bolygó körülbelül 290 nap alatt kerüli meg csillagát. A pályahajlása nagyjából 90°.

### Csillaga
A központi csillag, a Kepler-22 egy G típusú csillag, amely 3% -kal kevésbé masszív, és 2% -kal kisebb, mint a Nap. A felszíni hőmérséklete 5518 K (5245 °C) (A Nap felszíni hőmérséklete 5778 K (5505 °C). A csillag körülbelül 4 milliárd éves.(A Nap 4,6 milliárd éves.)

### Pályája
A bolygó jelenleg elérhető adata a keringési idő, amely körülbelül 290 nap, és a pályahajlása, amely körülbelül 90°. A Földről úgy tűnik, hogy a bolygó áthalad a központi csillag korongja előtt. Az excentricitása 0, ami azt jelenti, a pályája kör alakú. A bolygó pályájának részleteiről további információk megszerzése érdekében más bolygódetektálási módszereket, például a sugárirányú sebesség módszerét kell használni. Noha ezeket a módszereket felfedezésük óta elvégezték a bolygón, ezek a módszerek még nem fedezték fel a bolygó excentricitásának pontos értékét, és így (2012. március óta) a bolygó tömegének csak a felső határát határozták meg csillagászok.

## Lakhatóság
A Kepler-22b és a központi csillag, a Kepler-22 közötti távolság átlagosan 15% -kal kisebb, mint a Föld és a Nap közötti távolság, de a Kepler-22 fényereje körülbelül 25% -kal kisebb, mint a Napé. A csillagtól való kisebb átlagos távolság és az alacsonyabb csillagfényesség kombinációja közepes felszíni hőmérsékletre utal, ha feltételezzük, hogy a felszínt nem melegíti szélsőségesen az üvegházhatás.

### Klíma
A tudósok az alábbiak szerint becsülték meg a lehetséges felszíni körülményeket:
- Atmoszféra hiányában annak egyensúlyi hőmérséklete körülbelül 262 K (–11 °C) lenne, míg a Földé 255(–18 °C).
- Ha a légkör üvegházhatást eredményez (hasonló méretűt, mint a Földön), akkor az átlagos felszíni hőmérséklete 295 K (22 °C) lenne.
- Ha a légkör üvegházhatása hasonló nagyságrendű, mint a Vénuszé, akkor az átlagos felszíni hőmérséklete 733 K (460 °C).

A legfrissebb becslések szerint a Kepler-22b több mint 95% -os valószínűséggel az empirikus lakhatósági övezetben található, amely a közelmúltbeli Vénusz és a korai Mars határértékek felel meg (azon becslések alapján, amikor ezek a bolygók megfeleltek a lakhatósági feltételeknek), de kevesebb mint 5% esélye, hogy a konzervatív lakható zónán belül található.

## Megfigyelése és felfedezése
A bolygó első elhaladását a csillag előtt 2009. május 12-én figyelték meg. A harmadik áthaladást 2010. december 15-én fedezték fel. További megerősítő adatokat a Spitzer űrteleszkóp közölt. 2011. december 5-én  jelentették be a Kepler-22b létezésének megerősítését.

## Fordítás
Ez a szócikk részben vagy egészben  a   Kepler-22b című angol Wikipédia-szócikk fordításán alapul.  Az eredeti cikk szerkesztőit annak laptörténete sorolja fel. Ez a jelzés csupán a megfogalmazás eredetét és a szerzői jogokat jelzi, nem szolgál a cikkben szereplő információk forrásmegjelöléseként.